# Schwefelatmung
Die Schwefelatmung ist eine Sonderform der anaeroben Atmung. Dabei wird elementarer Schwefel zu Schwefelwasserstoff (H2S) reduziert. Somit spricht man auch von der Schwefelreduktion. Im Unterschied zur aeroben Atmung wird also elementarer Schwefel anstatt molekularer Sauerstoff als Elektronenakzeptor genutzt.
Zur Schwefelatmung sind etliche anaerobe Bakterien (z. B. Desulfuromonas acetoxidans) und insbesondere thermophile Mikroorganismen (z. B. Thermoproteus tenax, Thermoproteus neutrophilus) befähigt.
Bei der Sulfatatmung handelt sich wiederum um die Reduktion von Sulfat (HSO4−) zu Schwefelwasserstoff (H2S). Die Sulfatatmung wird auch als Desulfurikation oder dissimilatorische Sulfatreduktion bezeichnet.